# Wiry, Tỉnh West Pomeranian
Wiry [ˈvirɨ] (tiếng Đức: Vieren) là một ngôi làng thuộc khu hành chính của Gmina Stara Dąbrowa, thuộc hạt Stargard, West Pomeranian Voivodeship, ở phía tây bắc Ba Lan. Nó nằm khoảng 8 kilômét (5 mi) phía đông bắc của Stara Dąbrowa, 21 km (13 mi) về phía đông bắc của Stargard và 42 km (26 mi) về phía đông của thủ đô khu vực Szczecin.
Trước năm 1945, khu vực này là một phần của Đức. Sau Thế chiến II, người dân bản địa Đức bị trục xuất và thay thế bằng người Ba Lan. Đối với lịch sử của khu vực, xem Lịch sử của Pomerania.